# Montigny-sur-Chiers
Montigny-sur-Chiers település Franciaországban, Meurthe-et-Moselle megyében. Lakosainak száma 479 fő (2022. január 1.). Montigny-sur-Chiers Beuveille, Cons-la-Grandville, Fresnois-la-Montagne, Ugny, Villers-la-Chèvre és Viviers-sur-Chiers községekkel határos.

## Népesség
A település népességének változása:
| Lakosok száma | 622  | 511  | 507  | 465  | 490  | 499  | 482  | 473  | 470  | 479  |
|               | 1968 | 1982 | 1990 | 2006 | 2013 | 2015 | 2017 | 2019 | 2020 | 2022 |